# Rivolta dei Shinwari
La rivolta dei Shinwari fu una rivolta della tribù degli Shinwari che ebbe luogo tra febbraio e maggio del 1930 nel Regno dell'Afghanistan. Gli Shinwari cercarono di deporre Mohammed Nadir Shah e di restaurare Amanullah Khan nel ruolo di re dell'Afghanistan. Per la mancanza di supporto da parte degli anziani Shinwari (corrotti da Nadir), la ribellione venne prontamente repressa.
Il supporto degli Shinwari ad Amanullah nel 1930 contraddiceva apparentemente la loro precedente rivolta contro Amanullah del 1928. Durante questa rivolta, gli Shinwari resero noto che la prima rivolta in realtà non era stata diretta contro Amanullah ma piuttosto contro gli esattori delle tasse di Jalalabad.